# Beibu Taidi
Koordinaten: 62° 11′ 6″ S, 58° 56′ 8″ W
Beibu Taidi (chinesisch 北部臺地 ‚Nordplateau‘) ist eine im Mittel 120 m hohe Hochebene auf King George Island im Archipel der Südlichen Shetlandinseln. Sie liegt im Norden der Fildes-Halbinsel und ist gekennzeichnet durch zahlreiche kleine Seen und Tümpel.
Chinesische Wissenschaftler benannten sie 1986.